# Санта-Мария-ад-Мартирес (титулярная диакония)
Санта-Мария-ад-Мартирес (лат. Sanctae Mariae ad Martyres) — упразднённая титулярная диакония. Титулярная диакония была создана Папой Бенедиктом XIII на тайной консистории от 23 июля 1725 года. Кардинальский титул был также известен как Санта-Мария-Ротонда из формы Пантеона, древнего языческого храма, на котором стоит базилика. Титулярная диакония в соответствии со статьёй 15 Конкордата между Святым Престолом и Италией была упразднена 26 мая 1929 года Папой Пием XI апостольской конституцией «Recenti conventione». В том же документе кардинальский титул передавался Сант-Аполлинаре. Титулярная диакония принадлежала базилике Святых Марии и Мучеников, расположенной в районе Рима Пинья, на пьяцца дель Ротондо.

## Список кардиналов-дьяконов титулярной диаконии Санта-Мария-ад-Мартирес
- Никколо дель Джудиче — (23 июля 1725 — 30 января 1743, до смерти);
- Алессандро Альбани — (11 марта 1743 — 10 апреля 1747, назначен кардиналом-дьяконом Санта-Мария-ин-Виа-Лата);
- Карло Мария Сакрипанте — (10 апреля 1747 — 1 февраля 1751, назначен кардиналом-священником Сант-Анастазия);
- Марио Болоньетти — (1 февраля 1751 — 12 февраля 1756, до смерти);
- Просперо Колонна ди Шарра — (16 февраля 1756 — 24 января 1763, назначен кардиналом-дьяконом Сант-Агата-алла-Субурра);
- Доменико Орсини д’Арагона — (24 января 1763 — 17 февраля 1777, назначен кардиналом-дьяконом Сант-Агата-алла-Субурра);
- Антонио Казали — (17 февраля 1777 — 14 января 1787, до смерти);
- Иньяцио Бонкомпаньи-Людовизи — (29 января 1787 — 30 марта 1789, назначен кардиналом-дьяконом Санта-Мария-ин-Виа-Лата);
- Антонио Дориа Памфили — (30 марта 1789 — 2 апреля 1800, назначен кардиналом-дьяконом Санта-Мария-ин-Виа-Лата);
- Ромоальдо Браски-Онести — (2 апреля 1800 — 30 апреля 1817, до смерти);
- Эрколе Консальви — (28 июля 1817 — 24 января 1824, до смерти);
- Станислао Сансеверино — (21 марта 1825 — 11 мая 1826, до смерти);
- Агостино Риварола — (3 июля 1826 — 7 ноября 1842, до смерти);
- Адриано Фиески — (27 января 1843 — 19 декабря 1853, назначен кардиналом-священником Санта-Мария-делла-Виттория);
- Винченцо Сантуччи — (23 июня 1854 — 19 августа 1861, до смерти);
- Роберто Джованни Роберти — (16 марта 1863 — 7 ноября 1867, до смерти);
- Гаспаре Грасселини, C.O. — (20 декабря 1867 — 19 сентября 1875, до смерти);
- Энеа Сбарретти — (20 марта 1877 — 1 мая 1884, до смерти);
- Кармине Гори-Мерози — (13 ноября 1884 — 15 сентября 1886, до смерти);
- Луиджи Паллотти — (26 мая 1887 — 31 июля 1890, до смерти);
  - вакансия (1890 — 1901);
- Феличе Каваньис — (18 апреля 1901 — 29 декабря 1906, до смерти);
  - вакансия (1906 — 1929).

Диакония упразднена в 1929 году Папой Пием XI.